# Corapipo altera
Corapipo altera е вид птица от семейство Манакинови (Pipridae).

## Разпространение
Видът е разпространен в Колумбия, Коста Рика, Никарагуа, Панама и Хондурас.